# Walter Kaemmerer
Walter Kaemmerer (* 12. September 1897 in Lauenburg in Pom.; † 26. März 1979 in Aachen) war ein deutscher Historiker und Archivar.

## Leben und Wirken
Nach seinem Besuch des Gymnasiums in Lauenburg (Pommern) und der Reifeprüfung dort 1916 studierte Walter Kaemmerer von 1919 bis 1922 zunächst Theologie, dann Geschichte, Kunstgeschichte und Philosophie an der Universität München. Hier promovierte er im Jahre 1922. Anschließend war er zunächst Mitarbeiter bei der Historischen Kommission der Bayerischen Akademie der Wissenschaften und dort tätig für die Edition der Reichstagsakten Kaiser Friedrichs III. (1922/23). Von 1923 bis 1926 besuchte er die Bayerische Archivschule in München, anschließend war er kurze Zeit (1927/28) am Universitätsarchiv München beschäftigt. Von 1928 bis 1945 und von 1949 bis 1961 arbeitete er als Stadtarchivar am Stadtarchiv Aachen, unterbrochen von einer Tätigkeit als Lehrer am Mädchengymnasium St. Leonhard in Aachen. 
Seine wissenschaftlichen Arbeiten behandeln vor allem die Geschichte der Stadt Aachen und ihrer Umgebung.

## Schriften (Auswahl)
- Die Papstnamen von Johann XXII. bis Hadrian IV. in ihrer Bedeutung für die Zeitgeschichte. Dissertation Universität München 1922.
- Das Aachener Stadtarchiv in reichsstädtischer Zeit. In: Zeitschrift des Aachener Geschichtsvereins, Bd. 57 (1936), S. 18–31.
- (Bearb.): Deutsche Reichstagsakten unter Kaiser Friedrich III. Zwei Bände. Vandenhoeck & Ruprecht, Göttingen 1939/1961/1963.
- Sagengut als Quelle der Siedlungsforschung. In: Bonner Jahrbücher, Bd. 155/156 (1955/1956), S. 336–342.
- Vom gegenwärtigen Stand der Reichstagsakten. In: Aus Reichstagen des 15. und 16. Jahrhunderts. Festgabe, dargebracht der Historischen Kommission bei der Bayerischen Akademie der Wissenschaften zur Feier ihres hundertjährigen Bestehens von den Herausgebern der deutschen Reichstagsakten (= Schriftenreihe der Historischen Kommission bei der Bayerischen Akademie der Wissenschaften, Bd. 5). Vandenhoeck & Ruprecht, Göttingen 1958, S. 9–23.
- (Mitarb.): Geschichte Aachens in Daten. Stadtarchiv, Aachen 1960 (Nachdruck 2003, ISBN 3-87519-214-1).
- Eschweiler in seiner Geschichte. Bd. 1: Vorzeit. Eschweiler 1964.
- Die Aachener Pfalz Karls des Grossen. In: Wolfgang Braunfels (Hrsg.): Karl der Grosse. Lebenswerk und Nachleben. 3. Aufl. Bd. 1. Schwann, Düsseldorf 1967, S. 322–348.
- Urkundenbuch der Stadt Düren 748–1500. Zwei Bände (= Beiträge zur Geschichte des Dürener Landes, Bd. 13). Dürener Geschichtsverein, Düren 1971–1978.
- Eschweiler in seiner Geschichte. Bd. 2: Ascvilare 800–1800. 2. Aufl. (= Veröffentlichungen des Bischöflichen Diözesanarchivs Aachen, Bd. 27). Kühlen, Mönchengladbach 1977.
- Geschichtliches Aachen. Vom Werden und Wesen einer Reichsstadt. 5. Aufl. Brimberg, Aachen 1978.
- Aachener Quellentexte (= Veröffentlichungen des Stadtarchivs Aachen, Bd. 1). Mayer, Aachen 1980, ISBN 3-87519-008-4.